# 로마 공국
 로마 공국(라틴어: Ducatus Romanus 두카투스 로마누스[*],이탈리아어: Ducato romano 두카토 로마노[*])은 5세기부터 752년까지 로마와 라티움 일대에 존속하던 명목상 동로마 제국의 속국인 역대 로마 주교들의 영향을 받던 국가를 말한다. 752년 교황령의 성립으로 해체되어 교황령의 일부가 된다.

## 역사
321년 로마 황제 콘스탄티누스 1세가 기독교에 대한 규제를 철폐한 이후 신앙심이 깊은 부자들의 기부를 통해 교회의 사유 재산은 급속히 증가하였다. 이내 기독교는 이탈리아 본토뿐만 아니라 속주에서도 기증을 받게 되었다. 5세기 이탈리아 반도는 처음엔 오도아케르와 동고트 왕국의 지배를 거쳐 이탈리아 교회와 교회의 우두머리인 교황의 지배 아래 복종하게 되었다. 이때부터 교황은 영적 수위권과 더불어 세속적 주권을 주장하기 시작하였다.
군주제 국가로서 공국의 시초는 6세기에 세워졌다. 콘스탄티노폴리스에 있는 동로마 제국은 10년에 걸쳐 나라의 정치와 경제 구조를 파탄시킨 이탈리아 재정복에 착수하였다. 그러나 재정복의 궁극적인 실패로 7세기까지 동로마의 권위는 황제의 대리인 또는 총독이 있는 로마와 남쪽의 나폴리로 크게 한정되었다. 이에 동로마가 북동 끝에 군사력을 집중하면서 상대적으로 소홀해진 로마 시에 대한 지배권이 무력해져 갔다. 그에 따라 로마 주교는 이탈리아의 대지주로 명성을 높이면서 차츰 두각을 나타내기 시작했다. 명목상 여전히 동로마의 영토로 남은 로마 공국이 로마 주교들 -이 무렵부터 교황으로 불리기 시작함- 의 영향 아래 놓이게 되면서 교회에 의해 지배받는 독립국과 같은 모습을 갖게 되었다.
교회의 독립과 관계하여 이탈리아에서 교황권에 대한 대중의 지지도가 올라가면서, 교황들은 이제 동로마 황제의 뜻을 거스르는 행위도 가능해졌다. 급기야 교황 그레고리오 2세는 동로마 황제 레오 3세를 파문하기까지 하였다. 그렇지만, 교황과 총독은 이탈리아에서 점차 세력을 키워가는 롬바르드족을 제어하려고 손을 잡았다. 동로마의 힘이 약해지더라도, 교황은 보통 협박과 뇌물의 외교술을 통해 롬바르드족으로부터 로마를 지키는 큰 역할을 하였다. 그러나 실제로는 교황들은 동로마 제국의 노쇠 탓에 강성해지고 있는 롬바르드족을 섬기면서 달래는 데 더 집중하였다.
728년 교황 그레고리오 2세와 롬바르드의 리우트프란트가 경계선을 구체화하기 위한 수트리 기증의 협정을 맺으면서 교황령 창건을 위한 결정적인 순간이 도래하게 된다.

### 피핀의 기증과 교황령의 설립

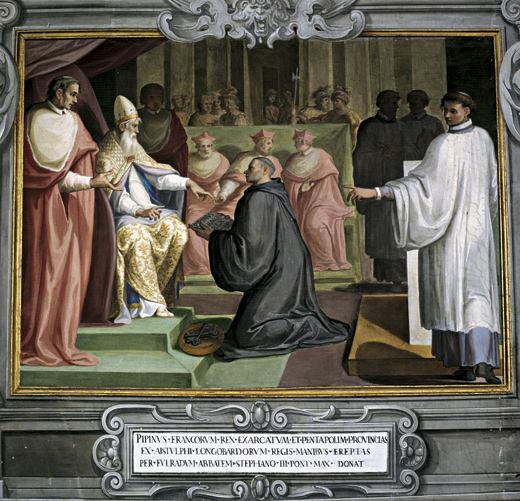
피핀의 기증

751년 총독부가 결국 롬바르드족에 의해 함락되었을 때, 로마 공국은 이론적으로는 아직 동로마 제국의 일부였지만, 실질적으로는 동로마 제국과 완전히 단절되었다. 교황 스테파노 2세는 롬바르드족에게 위협받지 않으려고 중립을 선언하였지만 실제로는 프랑크 왕국의 국왕 단신왕 피핀에게 지켜달라고 호소하였다. 교황 자카리아의 재촉을 받은 피핀은 메로빙거 왕조의 얼굴마담인 실데릭 3세를 폐위하고 751년 성 보니파시오에 의해 왕위에 올랐다. 스테파노 2세는 나중에 피핀에게 로마 총독이라는 칭호를 주었다. 피핀은 754년과 756년에 프랑크군을 이끌고 이탈리아에 들어왔으며, 이보다 앞서 공국의 영토를 교황에게 기증, 교황령을 설립한다.(752년)
이후 781년 샤를마뉴는 교황이 속계의 주권자로서 다스릴 수 있는 영토의 범위를 성문화했다. 그리하여 로마 공국을 주축으로 라벤나, 베네벤토, 토스카나, 코르시카, 롬바르디아 그리고 이탈리아 도시들의 상당수가 편입되면서 교황의 영토가 크게 넓어졌다. 800년 교황과 카롤링거 왕가 사이의 우호관계가 최고조에 이르렀을 때, 교황 레오 3세는 샤를마뉴를 초대 “로마인들의 황제”로 임명하는 대관식을 거행하였다.